# 児玉又七
児玉 又七（こだま またしち、生没年不詳）とは明治時代の東京の地本問屋。

## 来歴
小田原屋と号す。明治期に浅草区駒形42番地で地本問屋を営業している。豊原国周、月岡芳年、枝年昌、井上探景の錦絵などを出版した。

## 作品
- 月岡芳年 『稚立功名鑑』 横中判 錦絵揃物 明治13年（1880年）‐明治14年（1881年）
- 月岡芳年 『本町忠孝鑑』 横中判 錦絵揃物 明治14年‐明治15年（1882年）
- 豊原国周 『豊原国周漫画寿語録』 双六絵 明治18年（1885年）
- 井上探景 『横須賀行幸之図』 大判3枚続 錦絵 明治22年（1889年）
- 枝年昌 『日本橋魚がし旧天王祭団扇投之図』 大判3枚続 明治22年（1889年）